# Ioan Simionescu
Ioan Simionescu (n. secolul al XX-lea – d. secolul al XX-lea) a fost un pilot român de aviație, as al Aviației Române din cel de-al Doilea Război Mondial.
Sublocotenentul av. (r.) Ioan Simionescu a fost decorat cu Ordinul Virtutea Aeronautică de război cu spade, clasa Crucea de Aur (4 noiembrie 1941) „pentru curajul și conștiinciozitatea cu care a executat cele 62 misiuni pe front, luând parte la 5 lupte aeriene” și clasa Crucea de Aur cu 2 barete (6 octombrie 1944).
A fost înaintat (în 1944 sau anterior) la gradul de locotenent aviator.

## Decorații
- Ordinul „Virtutea Aeronautică” de Război cu spade, clasa Crucea de Aur (4 noiembrie 1941)[1]
- Ordinul „Virtutea Aeronautică” cu spade, clasa Crucea de Aur cu 2 barete (6 octombrie 1944)[2]